# گروتوله
گروتوله (به ایتالیایی: Grottole) یک منطقهٔ مسکونی در ایتالیا است که در استان ماترا واقع شده‌است.

## خصوصیات
گروتوله ۱۱۵ کیلومترمربع مساحت و ۲٬۵۱۸ نفر جمعیت دارد و ۴۸۱ متر بالاتر از سطح دریا واقع شده‌است.

## خواهرخوانده
شهر جرانتورتو خواهرخواندهٔ گروتوله هست.